# Station météorologique automatique

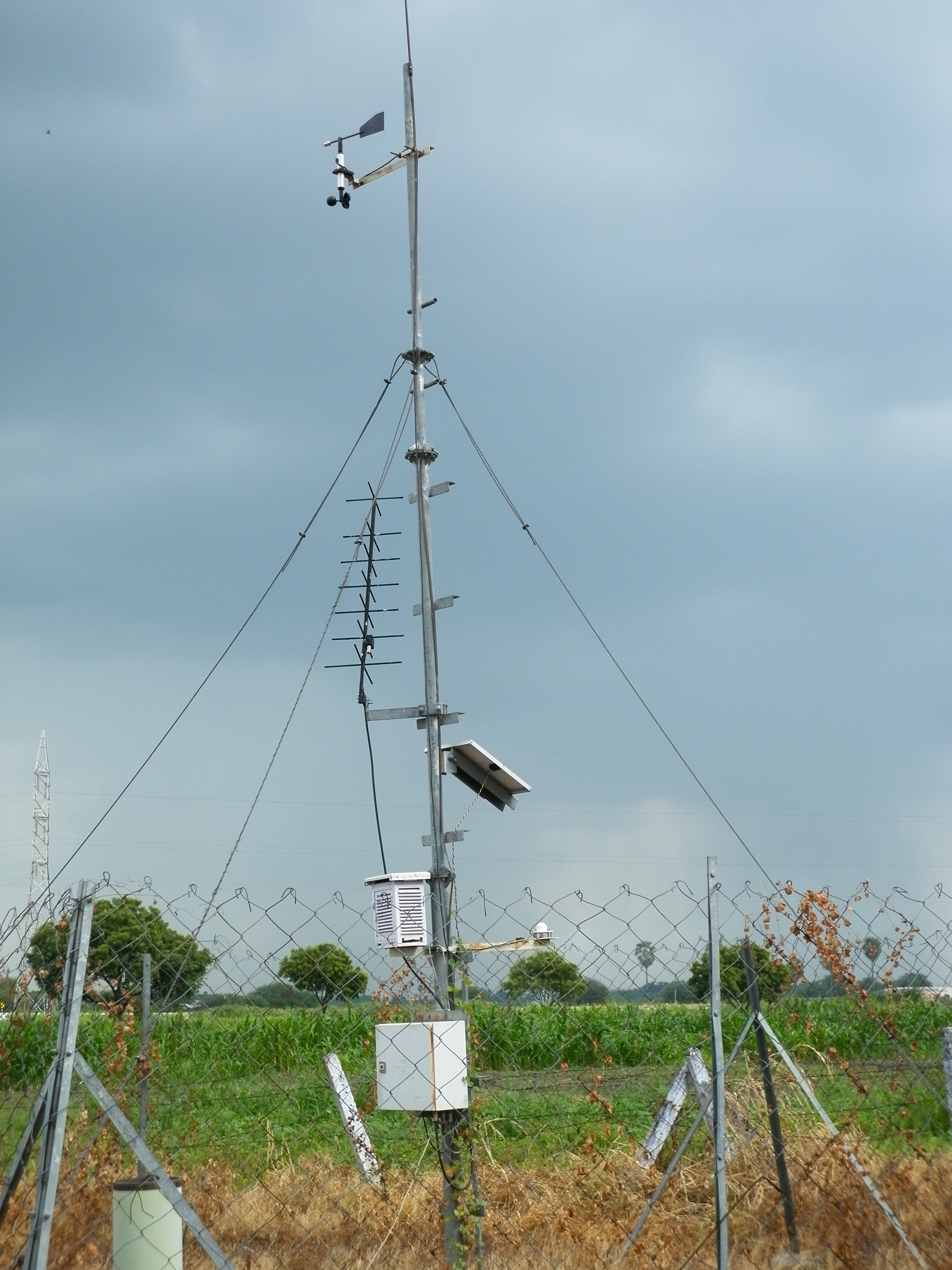
Station météorologique automatique de météoroutière.

Une station météorologique automatique est une station météorologique d'observation en continue (24 heures sur 24, 7 jours sur 7 , 365 jours par an) implantée sur un site fixe ou mobile, dont les capteurs rapportent à intervalles une série de données météorologiques sans intervention humaine. Ces stations ont été développées pour être utilisées dans des endroits difficiles d'accès (bouée météorologique en mer ou régions éloignées) mais elles remplacent de plus en plus les stations avec personnel à cause de leur moindre coût.
Développées pour les services météorologiques nationaux, elles sont maintenant utilisées également pour la recherche météorologique, pour divers utilisateurs spécialisés comme la météorologie agricole et le suivi des conditions routières, même par les météorologues amateurs.

## Description

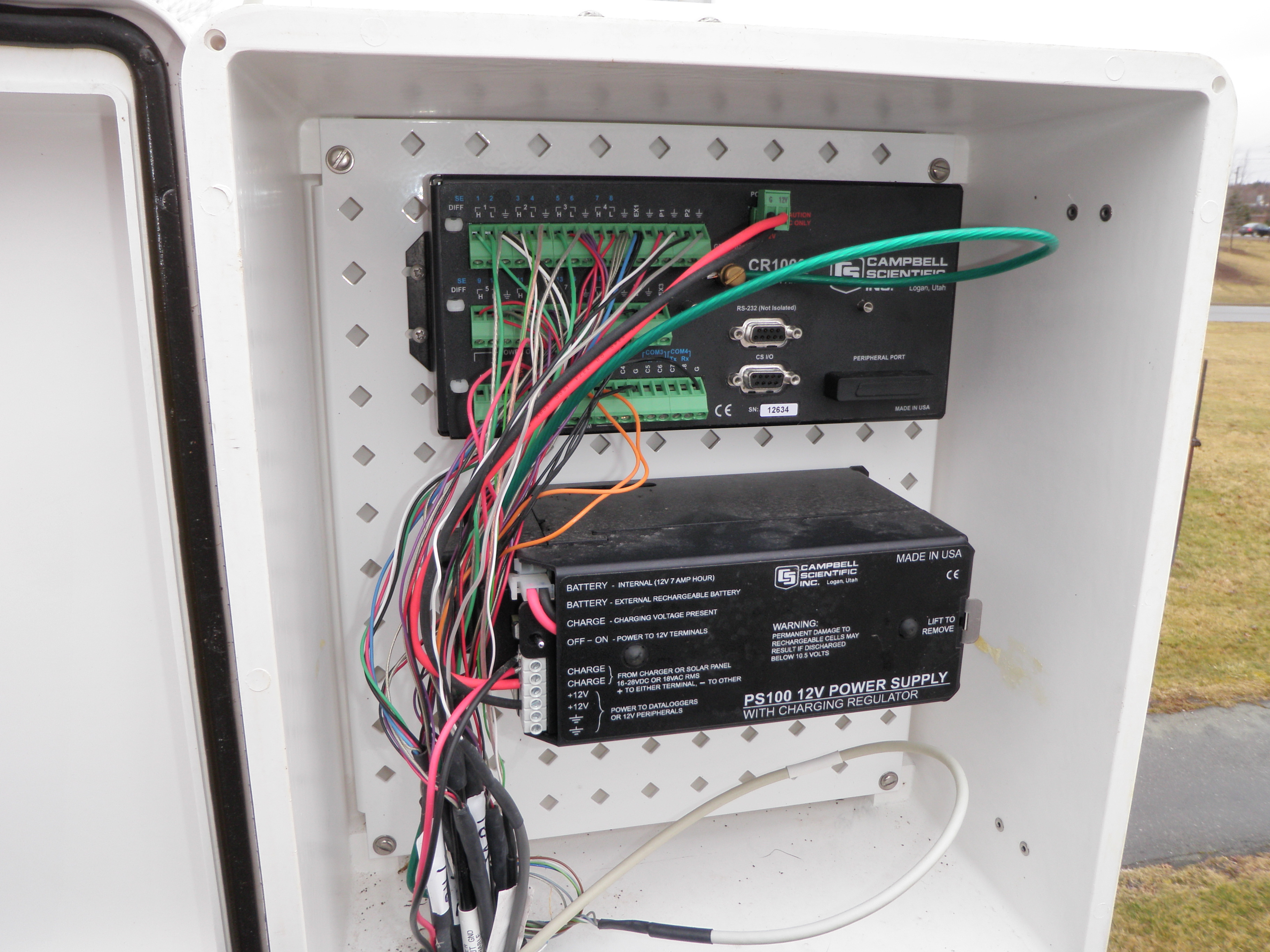
Enregistreur de données dans sa boîte étanche.

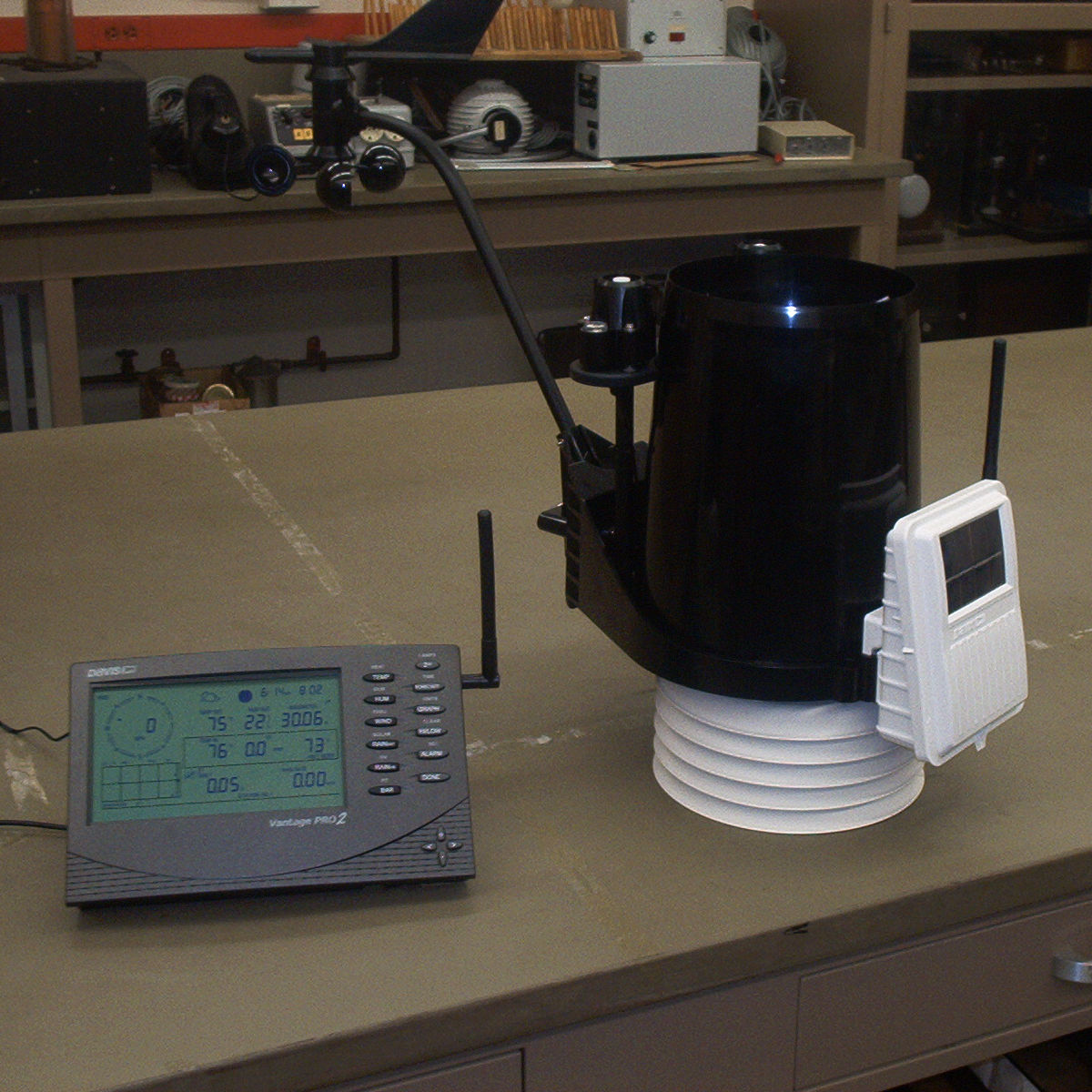
Plusieurs instruments de la station.

Une station automatique comporte un certain nombre d'instruments reliés à un processeur central qui en fait l'interrogation de façon préprogrammée. Ce dernier peut stocker les données dans un enregistreur de données ou bien en faire la transmission par câble ou par ondes radio vers un ou plusieurs lieux d'exploitation plus ou moins éloignés.
L'enregistreur et le processeur se trouvent dans un boîtier imperméable. La station est alimentée par une pile rechargeable qui est relié à une ligne électrique, un panneau solaire ou une éolienne. Le nombre de capteurs varie selon les besoins. Une station automatique comporte au minimum, :
- un thermomètre électronique pour la température de l'air ;
- une cellule à point de rosée ou un hygromètre pour la mesure de l'humidité ;
- un anémomètre et une girouette pour la mesure et la direction du vent ;
- un pluviomètre/nivomètre pour mesurer la quantité de précipitations tombées ;
- un baromètre pour la pression atmosphérique.

Pour les stations qui sont destinées à simuler la prise de données par un humain, les capteurs suivants sont ajoutés, :
- un célomètre laser pour mesurer les couches nuageuses et leur base ;
- un diffusiomètre optique ou un transmissiomètre pour mesurer la visibilité horizontale ;
- un capteur ultrasonique pour mesurer la quantité de neige au sol ;
- un détecteur d’occurrence de précipitations qui peut différencier les différents types par leur vitesse de chute ;
- un indicateur d'accumulation de glace ;
- un pyranomètre pour mesurer l'insolation.

Finalement, certains autres instruments peuvent être ajoutés pour des usages particuliers comme un détecteur ultraviolet, un détecteur de foudre, une météocam, un détecteur de pollution (comme des plaquettes DIEM), un cryopédomètre, etc.

### Précision
La précision des mesures directes, comme la température ou la pression, varie selon les instruments mais est en général la même que pour une station humaine. Par contre, certaines informations, comme la mesure de la nébulosité ou la distinction entre pluie, neige et brouillard, se font par corrélation entre différents capteurs et le résultat est parfois erroné. Par exemple, il est très difficile pour une station automatique de distinguer entre le poudrin de glace, le brouillard et une très faible neige. Les trois ont des caractéristiques très similaires (faible visibilité, vitesse presque nulle de chute, etc.) pour leurs capteurs. On notera qu'en outre, certaines de ces stations ne répertorient pas les nuages situés au-dessus de 12 000 pieds et peuvent annoncer un ciel « dégagé » nonobstant une couverture nuageuse complète d'altostratus située à 4000 m (car située au-dessus de ces 12 000 pieds).

### Mâts
Certains instruments, comme l'anémomètre, doivent être à une certaine hauteur au-dessus du sol. Pour ce faire, une station automatique comporte un mât. La hauteur de celui-ci est en général de 2, 3, 10 ou 30 mètres :
- le mât de 2 mètres est utilisé pour mesurer les paramètres météorologiques à l'échelle humaine ;
- le mât de 3 mètres sert aux mesures qui affectent les récoltes car son sommet être à la hauteur des champs de blé, canne à sucre, etc. ;
- le mât de 10 mètres est la norme de l'Organisation météorologique mondiale pour la prise de donnée. Il permet de ne pas avoir d'influence des obstructions comme les arbres, les bâtiments, et des effets de sol ;
- le mât de 30 mètres est utilisé pour mettre une série de capteurs de température, d'humidité et de vent à 2, 10 et 30 mètres. Ceci permet de noter la stratification des paramètres météorologiques avec la hauteur au-dessus du sol.

## Histoire et utilisations
Durant la Seconde Guerre mondiale, il y eut des tentatives dans les deux camps pour mettre en place des stations météorologiques terrestres basées dans des endroits disputés comme le Spitzberg. Les Allemands ont développé des stations automatisées (comme la station météorologique Kurt) sur l'île Jan Mayen, le Groenland oriental et jusque sur les côtes du Labrador.
La mise en service de stations automatiques s'est largement développées ces dernières décennies, grâce aux progrès de l'électronique et des transmissions, mais surtout parce qu'elles apportaient une solution au problème de plus en plus contraignant de l'impossibilité pratique d'assurer sur place la gestion de l'ensemble des stations météorologiques au sol par un personnel spécialisé, disponible à tout moment d'observation et suffisamment nombreux.
L'automatisation des stations d'observation s'est révélée très efficace dans la gestion de réseaux comme que la climatologie, l'agrométéorologie, la surveillance de la qualité de l'air ou les campagnes d'expérimentation, ainsi que dans l'implantation de sites en environnement hostile, comme les îles inhabitées ou la haute montagne.